# Roger Maxwell
Roger Maxwell (né le 21 novembre 1975 à Brampton, dans la province de l’Ontario au Canada) est un joueur professionnel canadien de hockey sur glace.

## Carrière de joueur
Après avoir joué avec les Canadians de Caledon de la Ligue de hockey junior de l'Ontario, il participe à l’automne 1996 au camp d’entraînement des Stars de Dallas.
Ne réussissant pas à se tailler une place avec l’équipe, il se joint plutôt aux Sea Wolves du Mississippi de l'East Coast Hockey League. Il évolue ensuite avec les Grizzlies de l'Utah et les Roadrunners de Phoenix de la Ligue internationale de hockey, puis avec les Bears de Hershey de la Ligue américaine de hockey.
Durant les saisons suivantes il se promène dans différents circuits américains. Il fait des passages dans la Ligue américaine de hockey (Red Wings de l'Adirondack, Bruins de Providence, Lock Monsters de Lowell), East Coast Hockey League (Ice Gators de la Louisiane), Ligue centrale de hockey (Outlaws de San Angelo) et Western Professional Hockey League (Warthogs de Alexandria, Ice Dogs de Long Beach).
À l’automne 2004, il se joint au Saint-François de Sherbrooke de la Ligue nord-américaine de hockey.
Le 18 octobre 2007, il est échangé au Mission de Sorel-Tracy en retour de Francis Bélanger.
Après avoir passé la saison 2008-2009 avec le CRS Express de Saint-Georges, il passe une saison avec les Royals de Corner Brook de la West Coast Senior Hockey League, puis une autre avec les Brahmas du Texas de la Ligue centrale de hockey.
Le 11 août 2011, il signe un contrat avec le Cool FM 103,5 de Saint-Georges de la Ligue nord-américaine de hockey. Le 28 octobre, il met un terme à son association avec l'équipe.

## Statistiques
| Saison    | Équipe                         | Ligue  |    | Saison régulière | Saison régulière | Saison régulière | Saison régulière | Saison régulière |   | Séries éliminatoires | Séries éliminatoires | Séries éliminatoires | Séries éliminatoires | Séries éliminatoires |
| Saison    | Équipe                         | Ligue  | PJ | B                | A                | Pts              | Pun              | PJ               | B | A                    | Pts                  | Pun                  |                      |                      |
| 1995-1996 | Canadians de Caledon           | MetJHL | 46 | 16               | 19               | 35               | 283              |                  |   |                      |                      |                      |                      |                      |
| 1996-1997 | Sea Wolves du Mississippi      | ECHL   | 38 | 2                | 4                | 6                | 276              | -                | - | -                    | -                    | -                    |                      |                      |
| 1996-1997 | Grizzlies de l'Utah            | LIH    | 1  | 0                | 0                | 0                | 5                | -                | - | -                    | -                    | -                    |                      |                      |
| 1996-1997 | Roadrunners de Phoenix         | LIH    | 2  | 0                | 0                | 0                | 12               | -                | - | -                    | -                    | -                    |                      |                      |
| 1996-1997 | Bears de Hershey               | LAH    | 18 | 1                | 0                | 1                | 137              | -                | - | -                    | -                    | -                    |                      |                      |
| 1997-1998 | Red Wings de l'Adirondack      | LAH    | 23 | 1                | 1                | 2                | 88               | -                | - | -                    | -                    | -                    |                      |                      |
| 1997-1998 | Sea Wolves du Mississippi      | ECHL   | 31 | 1                | 3                | 4                | 215              | -                | - | -                    | -                    | -                    |                      |                      |
| 1998-1999 | Ice Gators de la Louisiane     | ECHL   | 36 | 1                | 2                | 3                | 285              | -                | - | -                    | -                    | -                    |                      |                      |
| 1998-1999 | Bruins de Providence           | LAH    | 29 | 2                | 3                | 5                | 153              | 7                | 0 | 0                    | 0                    | 6                    |                      |                      |
| 1999-2000 | Bruins de Providence           | LAH    | 14 | 1                | 1                | 2                | 85               | -                | - | -                    | -                    | -                    |                      |                      |
| 1999-2000 | Lock Monsters de Lowell        | LAH    | 26 | 0                | 0                | 0                | 137              | -                | - | -                    | -                    | -                    |                      |                      |
| 1999-2000 | Warthogs de Alexandria         | WPHL   | 7  | 3                | 1                | 4                | 65               | -                | - | -                    | -                    | -                    |                      |                      |
| 2000-2001 | Ice Gators de la Louisiane     | ECHL   | 62 | 4                | 9                | 13               | 257              | -                | - | -                    | -                    | -                    |                      |                      |
| 2001-2002 | Outlaws de San Angelo          | LCH    | 19 | 6                | 4                | 10               | 156              | -                | - | -                    | -                    | -                    |                      |                      |
| 2001-2002 | Ice Dogs de Long Beach         | WCHL   | 42 | 0                | 9                | 9                | 289              | 2                | 0 | 0                    | 0                    | 32                   |                      |                      |
| 2002-2003 | Ice Dogs de Long Beach         | WCHL   | 40 | 0                | 6                | 6                | 388              | -                | - | -                    | -                    | -                    |                      |                      |
| 2003-2004 | Sea Wolves du Mississippi      | ECHL   | 58 | 6                | 7                | 13               | 370              | -                | - | -                    | -                    | -                    |                      |                      |
| 2004-2005 | Saint-François de Sherbrooke   | LNAH   | 51 | 0                | 8                | 8                | 374              | 5                | 0 | 0                    | 0                    | 39                   |                      |                      |
| 2005-2006 | Saint-François de Sherbrooke   | LNAH   | 48 | 3                | 6                | 9                | 328              | 13               | 0 | 1                    | 1                    | 85                   |                      |                      |
| 2006-2007 | Saint-François de Sherbrooke   | LNAH   | 33 | 0                | 4                | 4                | 260              | 13               | 0 | 1                    | 1                    | 69                   |                      |                      |
| 2007-2008 | Mission de Sorel-Tracy         | LNAH   | 37 | 0                | 2                | 2                | 277              | 1                | 0 | 0                    | 0                    | 14                   |                      |                      |
| 2008-2009 | CRS Express de Saint-Georges   | LNAH   | 32 | 0                | 1                | 1                | 262              | 10               | 0 | 0                    | 0                    | 94                   |                      |                      |
| 2009-2010 | Royals de Corner Brook         | WCSHL  | 20 | 2                | 1                | 3                | 133              | 4                | 0 | 0                    | 0                    | 35                   |                      |                      |
| 2010-2011 | Brahmas du Texas               | LCH    | 11 | 1                | 0                | 1                | 27               | -                | - | -                    | -                    | -                    |                      |                      |
| 2011-2012 | Cool FM 103,5 de Saint-Georges | LNAH   | 6  | 0                | 0                | 0                | 26               | -                | - | -                    | -                    | -                    |                      |                      |

## Trophées et honneurs personnels
- MetJHL
  - 1995-1996 : remporte le championnat de la ligue avec les Canadians de Caledon.
- Ligue nord-américaine de hockey
  - 2005-2006 : remporte la Coupe Futura avec le Saint-François de Sherbrooke.